# Ліс (село)
Ліс — колишнє село в Україні, у Яворівському районі Львівської області. Населення становить осіб. Орган місцевого самоврядування — Новояворівська міська  рада.
До 1940 р.— присілок села Вільшаниця. На 1 січня 1939 року Володимир Кубійович подає сумарне число населення для Вільшаниці з Лісом — 2020 осіб, а перепис населення у березні 1943 року подає окремо число жителів Лісу — 820 осіб (Вільшаниця — 1105 осіб).